# Gonder
Gonder (etiop.  ጎንደር Gōnder, starsza pisownia:  ጐንደር Gʷandar, nowoczesna wymowa: Gʷender) – miasto w północnej Etiopii, dawna stolica Cesarstwa Etiopii, a także stolica historycznej prowincji Begemder. Czwarte pod względem wielkości miasto kraju.

## Historia
Miasto zostało założone w 1636 roku przez cesarza Fasiledesa (1632–1667), który przeniósł tu cesarską stolicę. Miasto pełniło funkcję stolicy przez ok. 250 lat kiedy to cesarz Teodor II przeniósł stolicę do Amba Mariam. Miasto rozkwitło za panowania Fasildesa – w 1667 roku mieszkało tu 60 tys. ludzi.
Ze względu na pozostałości pałaców cesarskich  z XVII wieku – główny kompleks Fasil Ghebbi został w 1979 roku wpisany na listę światowego dziedzictwa UNESCO – oraz kościołów, Gonder jest jednym z ważniejszych celów turystycznych w Etiopii (obok Lalibeli). Nie jest jasne, kim byli budowniczowie zamków, niemniej jednak widoczne są w nich wpływy portugalskie, indyjskie oraz arabskie. W 1941 roku, podczas II wojny światowej Brytyjczycy prowadzący w Etiopii wojnę z Włochami zrzucili bomby na niektóre budowle, ale cały kompleks przetrwał bez większych zniszczeń. 
W Gonder działa seminarium duchowne, kształcące kapłanów kościoła etiopskiego.

## Miasta partnerskie
- Corvallis
- Riszon le-Cijjon